# Campeonato do Mundo de Hóquei em Patins Masculino de 1974
O Campeonato Europeu de 1974 foi a 21.ª edição do Campeonato do Mundo de Hóquei em Patins.

## Resultados
|      | Equipe         | Pts | J  | V  | E | D  | GM | GS | DG  |
| ---- | -------------- | --- | -- | -- | - | -- | -- | -- | --- |
| 1.º  | Portugal       | 21  | 11 | 10 | 1 | 0  | 90 | 20 | 70  |
| 2.º  | Espanha        | 18  | 11 | 8  | 2 | 1  | 60 | 13 | 47  |
| 3.º  | Argentina      | 17  | 11 | 7  | 3 | 1  | 41 | 22 | 19  |
| 4.º  | Alemanha       | 15  | 11 | 7  | 1 | 3  | 48 | 32 | 16  |
| 5.º  | Brasil         | 14  | 11 | 7  | 0 | 4  | 41 | 36 | 5   |
| 6.º  | Itália         | 12  | 11 | 5  | 2 | 4  | 45 | 33 | 12  |
| 7.º  | França         | 9   | 11 | 4  | 1 | 6  | 35 | 46 | -11 |
| 8.º  | Holanda        | 8   | 11 | 4  | 0 | 7  | 39 | 40 | -1  |
| 9.º  | Estados Unidos | 7   | 11 | 3  | 1 | 7  | 33 | 44 | -11 |
| 10.º | Suíça          | 6   | 11 | 2  | 2 | 7  | 24 | 60 | -36 |
| 11.º | Bélgica        | 4   | 11 | 2  | 0 | 9  | 35 | 82 | -47 |
| 12.º | Austrália      | 1   | 11 | 0  | 1 | 10 | 13 | 76 | -63 |

|                | Bélgica | Argentina | Austrália | Alemanha | Brasil | Países Baixos | Suíça | Itália | França | Espanha | Estados Unidos | Portugal |
| -------------- | ------- | --------- | --------- | -------- | ------ | ------------- | ----- | ------ | ------ | ------- | -------------- | -------- |
| Bélgica        |         |           |           |          |        |               |       |        |        |         |                |          |
| Argentina      | 5-3     |           |           |          |        |               |       |        |        |         |                |          |
| Austrália      | 2-7     | 0-9       |           |          |        |               |       |        |        |         |                |          |
| Alemanha       | 9-3     | 1-1       | 3-0       |          |        |               |       |        |        |         |                |          |
| Brasil         | 6-3     | 2-4       | 6-2       | 8-5      |        |               |       |        |        |         |                |          |
| Holanda        | 4-3     | 3-4       | 6-1       | 2-4      | 5-6    |               |       |        |        |         |                |          |
| Suíça          | 3-5     | 3-4       | 4-4       | 1-7      | 0-3    | 2-1           |       |        |        |         |                |          |
| Itália         | 9-1     | 1-3       | 10-2      | 3-6      | 2-1    | 3-6           | 6-1   |        |        |         |                |          |
| França         | 6-3     | 1-7       | 8-0       | 3-6      | 2-3    | 2-7           | 4-4   | 4-1    |        |         |                |          |
| Espanha        | 13-3    | 1-1       | 8-0       | 6-1      | 4-1    | 6-0           | 10-0  | 3-3    | 5-0    |         |                |          |
| Estados Unidos | 7-3     | 2-2       | 6-1       | 1-4      | 1-3    | 5-4           | 2-3   | 3-4    | 2-4    | 0-3     |                |          |
| Portugal       | 18-1    | 5-1       | 9-1       | 4-2      | 8-2    | 4-1           | 14-3  | 3-3    | 8-1    | 4-2     | 13-4           |          |